# Estréboeuf
Estréboeuf är en kommun i departementet Somme i regionen Hauts-de-France i norra Frankrike. Kommunen ligger i kantonen Saint-Valery-sur-Somme som tillhör arrondissementet Abbeville. År 2022 hade Estréboeuf 241 invånare.

## Befolkningsutveckling
Antalet invånare i kommunen Estréboeuf
| Referens: INSEE |